# (4168) Millan
(4168) Millan est un astéroïde de la ceinture principale.

## Description
(4168) Millan est un astéroïde de la ceinture principale. Il fut découvert le 6 mars 1979 à El Leoncito par l'Observatoire Félix-Aguilar. Il présente une orbite caractérisée par un demi-grand axe de 2,57 UA, une excentricité de 0,24 et une inclinaison de 12,3° par rapport à l'écliptique.

## Compléments